# Álvaro Hungría
Álvaro Hungría (Buga, Valle del Cauca, Colombia; 24 de marzo de 1992) es un futbolista colombiano. Juega como defensa o volante. Su mayor logro fue jugar por la Selección Colombia sub-17 en el mundial de aquella categoría disputado en Nigeria en el 2009, saliendo en el cuarto lugar.

## Selección Colombia

### Participaciones en Copas del Mundo
| Mundial                     | Sede    | Resultado    | Partidos | Goles |
| --------------------------- | ------- | ------------ | -------- | ----- |
| Copa Mundial Sub-17 de 2009 | Nigeria | Cuarto lugar | 2        | 0     |

## Clubes
| Club            | País     | Año         |
| --------------- | -------- | ----------- |
| Deportivo Cali  | Colombia | 2009        |
| Academia        | Colombia | 2010        |
| Pacífico F.C.   | Colombia | 2011        |
| Deportivo Cali  | Colombia | 2011 - 2012 |
| Cortuluá        | Colombia | 2013        |
| Once Caldas     | Colombia | 2013        |
| Unión Magdalena | Colombia | 2014        |
| Naxxar Lions    | Malta    | 2015 - 2016 |
| Envigado F. C.  | Colombia | 2016        |
| 1.º Dezembro    | Portugal | 2017 - 2019 |
| CD Broncos      | Honduras | 2019        |